# Catalogul Abell

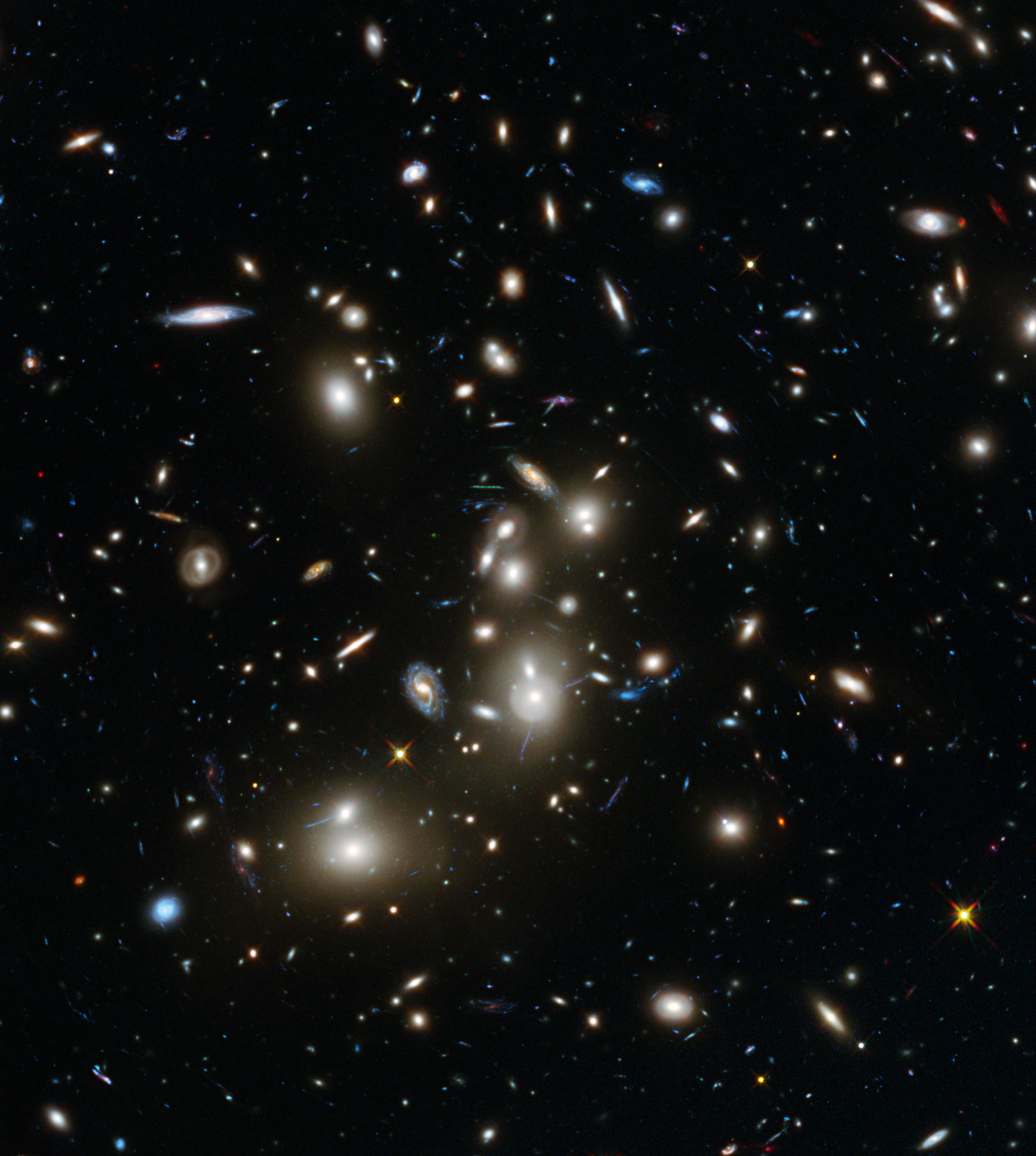
Super-roiul de galaxii Abell 2744 văzut de Telescopul spațial Hubble (7 ianuarie 2014).

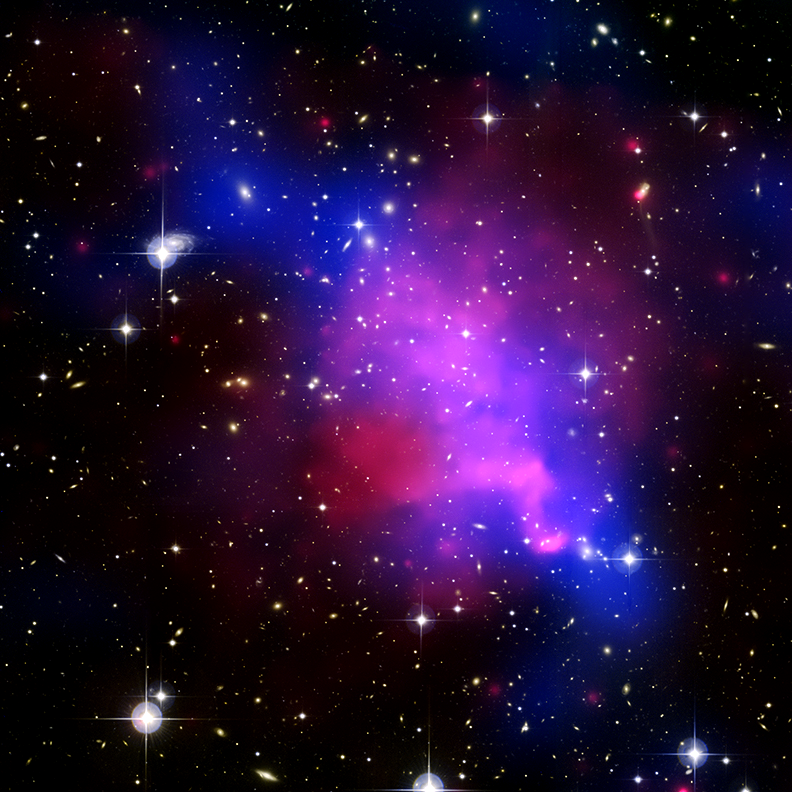
Roiul de galaxii Abell 520 văzut prin Chandra

Catalogul Abell al super-roiurilor de galaxii este un catalog al cerului complet care listează 4.073 de super-roiuri de galaxii ale căror valori al deplasării spre roșu,  z, sunt în principiu cuprinse între 0,02 și 0,2. Publicat de astronomul american George Abell (1927 -1983), în 1958, catalogul acoperea, la început 2.712  de roiuri vizibile din Emisfera nordică. În 1989, Catalogul Abell a fost îmbogățit cu 1.361 de alte roiuri vizibile din anumite părți din Emisfera sudică și care fuseseră până atunci omise. Lucrarea acestei părți a fost făcută tot de Abell (până în 1983), asistat fiind de Harold Corwin și Ronald Olowin care au publicat-o în 1989.

## Istoric
În 1933, numărul roiurilor de galaxii listate de Harlow Shapley era de 25. În 1949, numărul de roiuri de galaxii cunoscute era limitat la câteva duzine. Cu ajutorul programului Sky Survey al Observatorului de pe muntele Palomar efectuat între 1948 și 1958, pe care se sprijină îndeosebi prima parte a acestui catalog, numărul roiurilor de galaxii cunoscute a fost adus la mai multe mii.

## Roiuri de galaxii din Catalogul lui Abell
- Abell 39
- Abell 370 - roi și prima lentilă gravitațională descoperită
- Abell 400
- Abell 426 - Roiul din Perseu
- Abell 520
- Abell 569
- Abell 1060 - Roiul din Hidra
- Abell 1367 - Roiul din Constelația Leul
- Abell 1413
- Abell 1631
- Abell 1656 - Roiul din Coma
- Abell 1689
- Abell 1795
- Abell 1835 - în spatele căruia se afla galaxia cunoscută cea mai îndepărtată, « Abell 1835 IR1916 »
- Abell 2029
- Abell 2142
- Abell 2151 - Roiul din Constelația Hercule
- Abell 2218
- Abell 2256
- Abell 2319
- Abell 2384
- Abell 2440
- Abell 2589
- Abell 2666
- Abell 2667 - o lentilă gravitațională, producând unul din arcele gravitaționale cele mai strălucitoare
- Abell 2744 - „Roiul Pandora”
- Abell 3128 - roiul Shapley 20
- Abell 3158 - roiul Shapley 17
- Abell 3266 - parte din super-roiul din Orologiul
- Abell 3526 - roiul din Constelația Centaurul
- Abell 3341
- Abell 3363
- Abell 3558 - roiul Shapley 8
- Abell 3565 - parte din super-roiul din Hidra-Centaur
- Abell 3574 - parte din super-roiul din Hidra-Centaur
- Abell 3581 - parte din super-roiul din Hidra-Centaur
- Abell 3627 - roiul din constelația Echerul
- Abell S636 - roiul din Mașina Pneumatică, parte din super-roiul din Hidra-Centaur
- Abell S740 - la 450 milioane de ani-lumină, în constelația Centaur
- Abell S037 - Roiul din Constelația Cuptorul